# Campillo de Altobuey (kommunhuvudort)
Campillo de Altobuey är en kommunhuvudort i Spanien.   Den ligger i provinsen Provincia de Cuenca och regionen Kastilien-La Mancha, i den centrala delen av landet, 190 km sydost om huvudstaden Madrid. Campillo de Altobuey ligger 904 meter över havet och antalet invånare är 1 702.
Terrängen runt Campillo de Altobuey är lite kuperad, och sluttar söderut. Runt Campillo de Altobuey är det glesbefolkat, med 10 invånare per kvadratkilometer. Närmaste större samhälle är Motilla del Palancar, 8,0 km sydväst om Campillo de Altobuey. Omgivningarna runt Campillo de Altobuey är i huvudsak ett öppet busklandskap.